# Unionetta
Unionetta је род слатководних шкољки из породице Unionidae.

## Врсте
Врсте у оквиру рода Unionetta:
- Unionetta fabagina (Deshayes & Jullien, 1874)